# Hans Christof Sauerländer
Hans Christof Sauerländer (* 28. Januar 1943 in Aarau; † 9. April 2016 ebenda) war ein Schweizer Verleger.
Sauerländer besuchte das Gymnasium seiner Heimatstadt. Nach der Matura studierte er Rechtswissenschaft in Bern. Nach dem Abschluss seines Studiums als Lizentiat beider Rechte (1969) arbeitete er bis 1971 bei verschiedenen Verlagen in New York, bevor er die Unternehmensleitung bei Sauerländer übernahm.
Sauerländer war von 1973 bis 2001 der Inhaber und Verleger des Verlages Sauerländer. Er leitete das Familienunternehmen in sechster Generation bis zu seiner Übernahme durch den Cornelsen Verlag im Jahr 2001. Unter seiner Leitung behauptete der Verlag seine Bedeutung als einer der führenden Anbieter deutschsprachiger Kinder- und Jugendliteratur sowie als Lehrmittelverlag.